# St Magnus Church (Birsay)

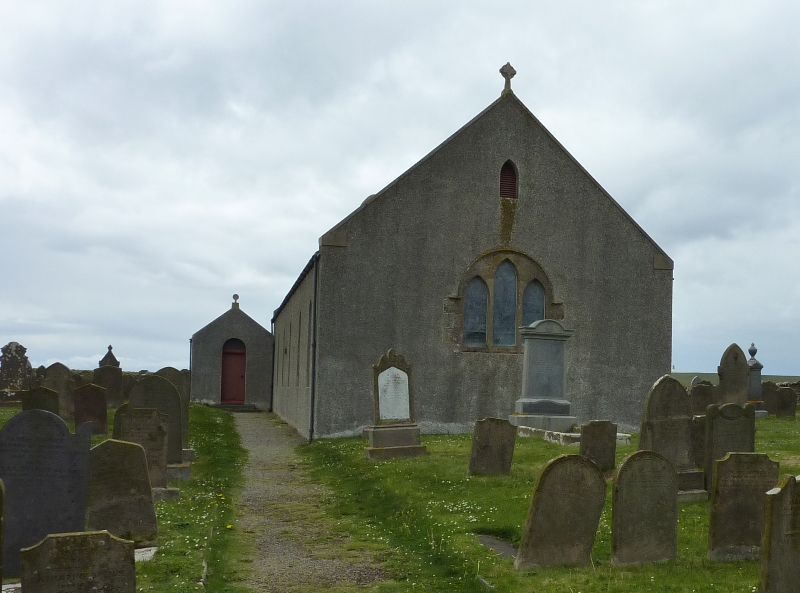
St Magnus Church in Birsay, gezien vanuit het oosten.

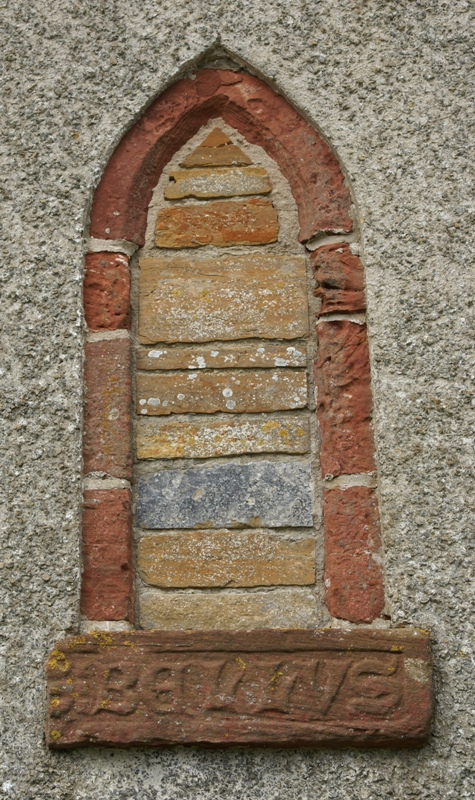
Lancetraam in de zuidelijke muur.

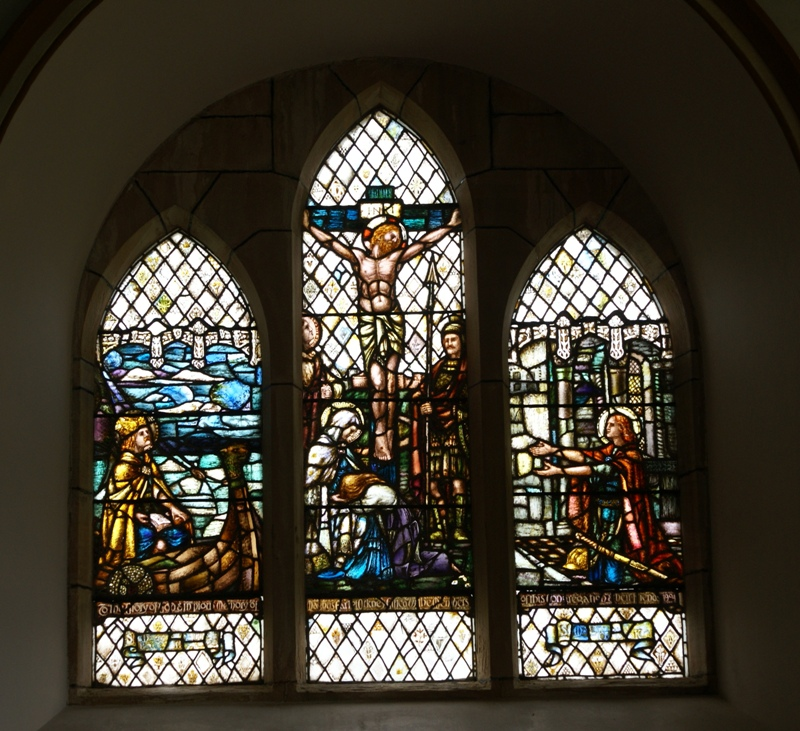
Het oostelijke raam met voorstellingen van Sint Magnus die weigert te vechten (links) en van een biddende Sint Magnus in Christ's Kirk (rechts).

De St Magnus Church is een van oorsprong twaalfde-eeuwse kerk gewijd aan Sint Magnus, gelegen in Birsay aan de westzijde van Mainland, een van de Schotse Orkney-eilanden. Het huidige kerkgebouw stamt grotendeels uit de achttiende eeuw.

## Geschiedenis
Vermoedelijk werd op de plaats van de huidige St Magnus Church rond 1064 de Christ's Kirk of Christ Church opgetrokken in rode zandsteen door jarl Thorfinn. Een alternatieve theorie zegt dat deze eerdere kerk werd gebouwd op de Brough of Birsay, het getijdeneiland voor de kust.
In 1116 werd Magnus Erlendsson, die later bekend werd als Sint Magnus, vermoord op Egilsay. Zijn lichaam werd naar de door Thorfinn gebouwde Christ's Kirk gebracht om te worden begraven. Twintig jaar later werden zijn botten geplaatst in een schrijn op het altaar in de kerk, totdat zijn botten in 1137 werden overgebracht naar de nieuwgebouwde St. Magnus Cathedral in Kirkwall.
In deze periode werd de Christ Church gewijd aan Sint Magnus.
In 1664 werd de kerk herbouwd als een kruisvormige kerk. In 1760 werd de kerk opnieuw herbouwd, ditmaal als een simpele rechthoekige kerk. De kerk werd in 1867 en in de jaren tachtig van de twintigste eeuw gerestaureerd.

## Bouw
De St Magnus Church is een rechthoekig, oost-westelijk georiënteerd gebouw met eromheen een begraafplaats. Op de zuidwestelijke hoek van de kerk bevindt zich een klein rechthoekig toegangsportaal.
Het oudste deel van de huidige kerk wordt gevormd door de fundamenten in rode zandsteen aan het zuidoostelijke einde van de kerk.
In de zuidelijke muur bevindt zich een dichtgemetseld lancetraam, waarvan het bovenste deel uit de dertiende eeuw stamt. De onderzijde van het raam bevat een deel van een deurpost met de inscriptie (S): BELLUS in Lombardisch letterschrift. De andere helft van deze deurpost is gebruikt in de bouw van een boerderij ten noorden van de kerk. Op die helft staat de inscriptie MON(S). Deze deurpost is hoogstwaarschijnlijk afkomstig van de ooit nabijgelegen residentie van de zestiende-eeuwse bisschoppen van Orkney. Deze residentie droeg namelijk de naam MONS BELLUS (Latijn voor De mooie berg).
Op de westelijke gevel bevindt zich een zeventiende-eeuwse klokkentoren.
Het gebrandschilderde raam aan de oostzijde van de kerk werd ontworpen door Loveday McPherson, vrouw van Joseph McPherson, die er van 1900 tot 1906 dominee was, en gemaakt door Alex Strachan. De scène aan de linkerzijde verbeeldt Sint Magnus in de Slag van Anglesay in 1098, waar de 18-jarige Sint Magnus weigert te vechten. De scène aan de rechterzijde verbeeldt een biddende Sint Magnus in Christ's Kirk.

## Beheer
De St Magnus Church in Birsay wordt sinds 1997 beheerd door de St Magnus Church Birsay Trust.